# Godfryd V Plantagenet
Godfryd V, zw. Plantagenetem a. Pięknym (ur. 24 sierpnia 1113, zm. 7 września 1151 w Château-du-Loir) – hrabia Andegawenii i Maine w 1129–1151, książę Normandii w 1144–1151. 

## Życiorys
Syn Fulka V z Andegawenii i jego pierwszej żony - Ermengardy z Maine, córki Eliasza I z Maine. Zwany był „Pięknym” (le Bel) lub Plantagenetem. Jego drugi przydomek wziął się od gałązki janowca (łac. Planta genista), którą przyczepiał do swojego hełmu podczas turniejów.
Godfryd musiał być utalentowanym dzieckiem, gdyż szybko zwrócił na niego uwagę król Anglii Henryk I Beauclerc, poszukujący męża dla swojej niedawno owdowiałej córki, Matyldy (7 lutego 1102 – 10 września 1167), która była żoną cesarza Henryka V. Matylda była córką Henryka z pierwszego małżeństwa, z Matyldą, córką króla Szkocji Malcolma III. Była wówczas wyznaczona przez Henryka na dziedziczkę tronu angielskiego (jego jedyny syn, Wilhelm Adelin, zginął w 1120 r. w katastrofie Białego Statku). Taki mariaż był wielkim zaszczytem dla rodu hrabiów Andegawenii.
Ojcowie państwa młodych szybko doszli do porozumienia w sprawach małżeństwa i 10 czerwca 1128 r. 15-letni Godfryd został przez swojego przyszłego teścia pasowany na rycerza w Rouen. W czasie tej uroczystości nadany mu został herb z przedstawieniem sześciu złotych lwów w błękitnym polu. Jego wizerunek, zachowany na emaliowanej płycie nagrobnej, uznawany jest za najstarsze zachowane barwne przedstawienie herbu w heraldyce europejskiej. Ślub Godfryda i Matyldy odbył się w dzień Zesłania Ducha Świętego, 17 czerwca 1128 r. w katedrze w Le Mans. Ślub nie spotkał się ze sprzeciwem Kościoła, pomimo faktu, że siostra Godfryda była żoną brata Matyldy (na podstawie takiego powinowactwa Henryk doprowadził do unieważnienia małżeństwa innej siostry Godfryda z pretendentem Wilhelmem Clito). Małżeństwo Godfryda i Matyldy było burzliwe, małżonkowie często się kłócili, a Matylda kilkakrotnie porzucała męża. Urodziła mu jednak trzech synów:
- Henryk II Plantagenet (ur. 5 marca 1133, zm. 6 lipca 1189) – król Anglii;
- Godfryd VI Andegaweński (ur. 3 czerwca 1134, zm. 27 lipca 1158) – hrabia Andegawenii i Nantes;
- Wilhelm de Poitou (ur. w sierpniu 1136, zm. 30 stycznia 1164) – hrabia Poitou

Godfryd miał również kilkoro dzieci ze związków pozamałżeńskich, m.in. Hamelina de Warenne, 5. hrabiego Surrey, Emmę (żonę Dafydda ab Owaina Gwynedda, księcia Północnej Walii) oraz Marię, opatkę klasztoru w Shaftesbury (niektórzy historycy uważają, że to ona była słynną ówczesną poetką Marie de France).
Rok po zawarciu małżeństwa z Matyldą ojciec Godfryda wyruszył na pielgrzymkę do Jerozolimy. Poślubił tam dziedziczkę tronu i został królem Jerozolimy. Przed wyruszeniem zrezygnował z władzy w Andegawenii na rzecz Godfryda, który od 1126 r. był już hrabią Maine. Kronikarz Jan z Marmoutier opisał nowego hrabiego jako człowieka przystojnego, rudowłosego, jowialnego i wielkiego wojownika. Inny kronikarz, Ralf z Diceto, pisał natomiast, że z wdziękiem Godfryda konkurował jego chłód i egoizm.
Król Henryk I zmarł w 1135 r. i Matylda zgłosiła swoje pretensje do korony angielskiej. Ubiegł ją jednak jej cioteczny brat, Stefan z Blois, który został 22 grudnia koronowany na króla. Matylda uzyskała początkowo poparcie w Normandii, ale po koronacji Stefana ta prowincja również uznała go za swojego władcę. Rok później Godfryd przekazał rycerzowi Juhelowi de Mayenne zamki Ambrières, Gorron i Châtillon-sur-Colmont, w zamian za pomoc udzieloną jego żonie. Przygotowania trwały kilka lat i w 1139 r. Matylda ze 140 rycerzami wylądowała w Anglii. Po dwóch latach walk pojmała do niewoli króla Stefana i ogłosiła się panią Anglików. Udała się do Londynu, by się ukoronować, ale na przeszkodzie stanął opór jej dotychczasowych zwolenników, którzy zatęsknili za słabymi rządami Stefana. Król został wkrótce uwolniony, a po kilku latach bezskutecznych walk Matylda powróciła na kontynent.
W czasie gdy jego żona walczyła o angielską koronę, Godfryd prowadził działania wojenne w Normandii. W latach 1142–1143 podbił ziemie na zachód i południe od Sekwany. 14 stycznia 1144 r. przekroczył rzekę i wkroczył do Rouen. Latem przyjął tytuł księcia Normandii. W tym samym czasie ufundował klasztor augustianów w Château-l'Hermitage w Andegawenii. Tytułu księcia Normandii Godfryd używał do 1150 r., kiedy to tytuł ten został przekazany jego najstarszemu synowi, Henrykowi, który przejął po matce pretensje do angielskiej korony.
Podczas swoich rządów w Andegawenii Godfryd musiał trzykrotnie stawiać czoła rebeliom baronów: w 1129, 1135 r. i w latach 1145–1151. Często toczył spory ze swoim młodszym bratem, Eliaszem, którego więził do 1151 r. Tłumienie rebelii hamowało jego postępy w Normandii i było jednym z powodów, dla których nie mógł udzielić wystarczającego poparcia zbrojnego żonie walczącej w Anglii.
Godfryd V Plantagenet zmarł nagle 7 września 1151 r. Według Jana z Marmoutier Godfryd wracał z posiedzenia Rady Królewskiej, gdy nagle poczuł się słabo. Zatrzymał się w Château-du-Loir, gdzie dostał ataku kaszlu. Poczynił dary pobożne na rzecz Kościoła i biednych, po czym zmarł. Został pochowany w katedrze św. Juliana w Le Mans. Żona przeżyła go i zmarła w 1167 r. Ich syn, Henryk, został w 1154 r. królem Anglii jako Henryk II.
Godfryd był człowiekiem bardzo wykształconym jak na owe czasy. Władał biegle kilkoma językami, a swoją wiedzę o sztuce wojennej czerpał bezpośrednio z dzieł Wegecjusza.